# Miriam Leone

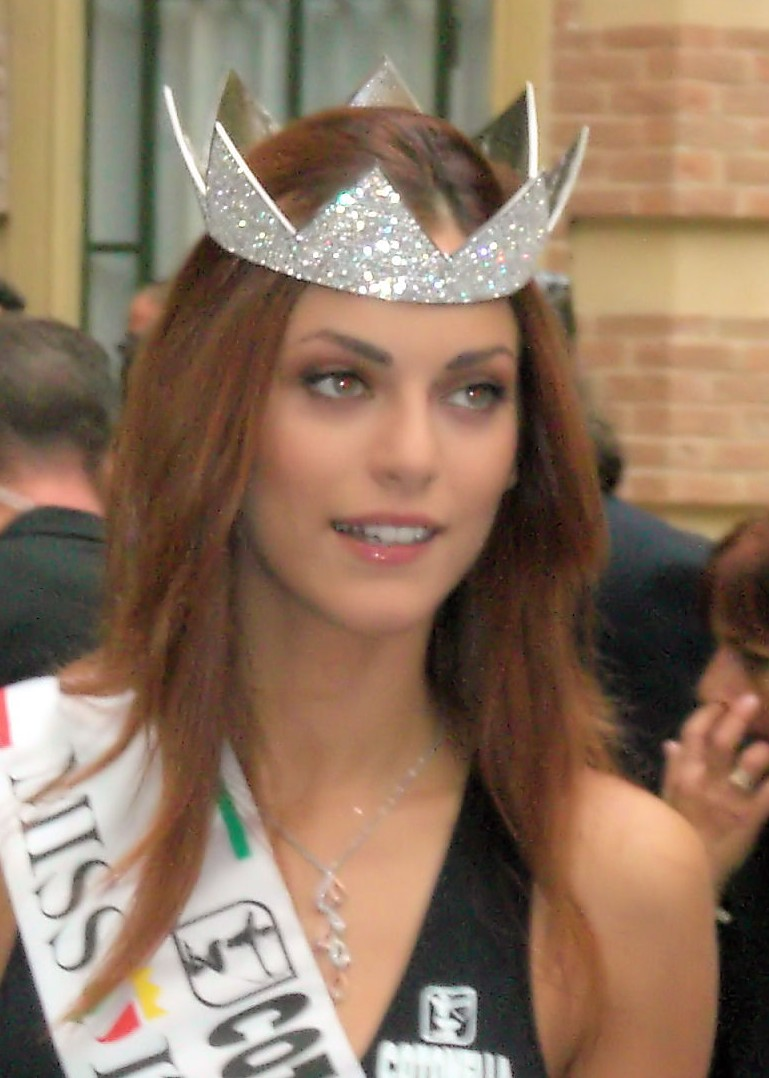
Miriam Leone (2008)

Miriam Leone (* 14. April 1985 in Catania) ist eine italienische Schauspielerin, Fernsehmoderatorin, Model und  Gewinnerin des Schönheitswettbewerbs „Miss Italia“ im Jahr 2008.

## Leben und Karriere
Die gebürtige Sizilianerin wuchs mit ihrem jüngeren Bruder Sergio bei den Eltern in Aci Catena auf. Sie besuchte das Gymnasium Gulli e Pennisi in Acireale und schrieb sich anschließend an der Universität Catania für ein Studium in Literatur und Philosophie ein.
Leone ging aus der Wahl zur Miss Italia 2008 als Siegerin hervor. Im Jahr 2009 war sie Co-Moderatorin des Frühstücksmagazin Uno Mattina Estate auf Rai Uno. 2010 saß sie in der Jury der Talentshow Ciak! Si Canta. 2011 war sie Moderatorin der Preisverleihung des italienischen Filmpreises Nastro d’Argento.
Ihren Durchbruch als Schauspielerin hatte sie mit den Fernsehserien Die Toten von Turin und La dama velata.
Leone heiratete am 21. September 2021 den Unternehmer Paolo Carullo.

## Filmografie (Auswahl)
- 2010: Genitori & Figli – Agitare bene prima dell’uso
- 2010: Il ritmo della vita (Fernsehfilm)
- 2011–2012: Distretto di polizia (Fernsehserie)
- 2012: Die Bergpolizei – Ganz nah am Himmel (Un passo dal cielo) (Fernsehserie)
- 2014: Fratelli unici
- 2015: La dama velata (Fernsehserie)
- 2015: 1992 – Die Zukunft ist noch nicht geschrieben (1992 – Il futuro non è ancora stato scritto) (Fernsehserie)
- 2015–2018: Die Toten von Turin (Non uccidere) (Fernsehserie)
- 2016: In guerra per amore
- 2016: Die Medici – Herrscher von Florenz (Masters of Florence) (Fernsehserie)
- 2016: Un paese quasi perfetto
- 2016: In Arte Nino
- 2016: Träum was Schönes – Fai Bei Sogni (Fai Bei Sogni)
- 2017: 1993 – Jede Revolution hat ihren Preis (1993 – Ogni rivoluzione ha un prezzo) (Fernsehserie)[6]
- 2018: Put Grandma in the Freezer (Metti la nonna in freezer) (Fernsehfilm)
- 2018: The Invisible Witness (Il testimone invisibile)
- 2019: 1994 – Willkommen in der Zweiten Republik (1994 – Benvenuti nella Seconda Repubblica) (Fernsehserie)
- 2019: A Cup of Coffee in with Marilyn (Kurzfilm)
- 2019: L’amore a domicilio
- 2021: Diabolik – Regie: Antonio und Marco Manetti
- 2021: Die Augen von Marilyn (Marilyn ha gli occhi neri)
- 2022: Corro da te
- 2022: Diabolik – Ginko all’attacco!
- 2022: War – La guerra desiderata
- 2023: Diabolik ist nicht zu fassen (Diabolik chi sei?)
- 2023: Die Löwen von Sizilien (The Lions of Sicily, Fernsehserie)
- 2024: Miss Fallaci (Fernsehserie)